# Brachynema ramiflorum
Brachynema ramiflorum là một loài thực vật có hoa trong họ Olacaceae. Loài này được Benth. mô tả khoa học đầu tiên năm 1859.